# Nộn Giang
Nộn Giang (tiếng Trung: 嫩江市; bính âm: Nènjiāng Shi) là một thành phố cấp huyện thuộc địa cấp thị Hắc Hà, tỉnh Hắc Long Giang, Trung Quốc. Thành phố này nằm bên dòng Nộn Giang, dòng sông này cũng tạo thành một đoạn ranh giới tự nhiên giữa Hắc Long Giang và Nội Mông, huyện các trung tâm đô thị của thành phố Hắc Hà hơn 200 kilômét (120 mi) về phía tây nam. Trung tâm thành phố là trấn Nộn Giang (嫩江镇). Diện tích của thành phố lên tới 15360 km², gần bằng tỉnh có diện tích lớn nhất Việt Nam là Nghệ An.
Nộn Giang có khí hậu gió mùa và chịu ảnh hưởng của kiểu khía hậu lục địa với mùa đông dài, khắc nhiệt và khô cũng như một mùa hè ngắn và ấm áp. Nhiệt độ trung binh tháng 1 là −24,1 °C, còn vào tháng 7 là 20,9 °C; nhiệt độ trung bình năm của thành phố chỉ là 0,38 °C. Khoảng 80% lượng mưa tập trung từ tháng 6 tới 9.

### Trấn
- Nộn Giang (嫩江镇)
- Song Sơn (双山镇)
- Y Lạp Cáp (伊拉哈镇)
- Hải Giang (海江镇)
- Đa Bảo (多宝山镇)

### Hương
| - Tiền Tiến (前进乡) - Trường Phúc (长福乡) - Bạch Vân (白云乡) - Khoa Lạc (科洛乡) - Mạch Hải (麦海乡) | - Tháp Khê (塔溪乡) - Tọa Hổ Than (座虎滩乡) - Hoắc Long Môn (霍龙门乡) - Môn Lỗ Hà (门鲁河乡) - Ngọa Đô Hà (卧都河乡) | - Liên Hưng (联兴乡) - Mặc Nhĩ Căn (墨尔根乡) - Lâm Giang (临江乡) - Tân Thắng (新胜乡) - Trường Giang (长江乡) |